# Mihai Daniel Pacioianu
Mihai Daniel Pacioianu (19 februari 1999) is een Roemeens skeletonracer.

## Carrière
Pacioianu was voornamelijk actief in het skeleton maar was ook kort actief als bobsleeër. Hij nam deel aan de wereldbeker in 2018/19 waar hij 33e werd de volgende jaren deed hij ongeveer even goed. In 2016 nam hij voor het eerst deel aan het wereldkampioenschap en werd 31e, in 2021 nam hij opnieuw deel en werd 28e.

## Resultaten

### Wereldkampioenschappen
| Jaar | Plaats    | Resultaat       |
| ---- | --------- | --------------- |
| 2016 | Igls      | 31e Individueel |
| 2021 | Altenberg | 28e Individueel |

### Wereldbeker
Eindklasseringen
| Seizoen   | Rang |
| --------- | ---- |
| 2018/2019 | 33e  |
| 2019/2020 | 33e  |
| 2020/2021 | 29e  |